# HD 81101
О звезде K Киля см. K Киля

HD 81101, также известная как k Киля (k Car), — звезда в созвездии Киля.
k Киля — жёлтый гигант спектрального класса G с видимой звёздной величиной +4.79. Он удалён от Земли на 223 световых года. Звезда видна невооружённым глазом только в ясную ночь и людям с хорошим зрением. На территории России не наблюдается, наблюдается к югу от 25 С. Ш.